# وزارة الشؤون الخارجية (البرازيل)
وزارة الشؤون الخارجية (بالبرتغالية: Ministério das Relações Exteriores‏)، اختصاراً: MRE، حرفياً: «وزارة العلاقات الخارجية»، هي إحدى وزارات البرازيل، تُدير علاقات البرازيل الخارجية مع البلدان الأخرى. يُشار إليها عادةً في وسائل الإعلام البرازيلية والمصطلحات الدبلوماسية باسم إيتاماراتي، يعد القصر الذي يضم الوزارة (الأصلي في ريو دي جانيرو، وحالياً يوجد موقع ثانٍ يحمل هذا الاسم أيضاً في برازيليا). اعتباراً من 29 مارس 2021، يرأس الوزارة المستشار كارلوس ألبيرتو فرانسا.
تُدير وزارة الشؤون الخارجية معهد ريو برانكو ومؤسسة ألكسندر دي غوسماو.

## التاريخ

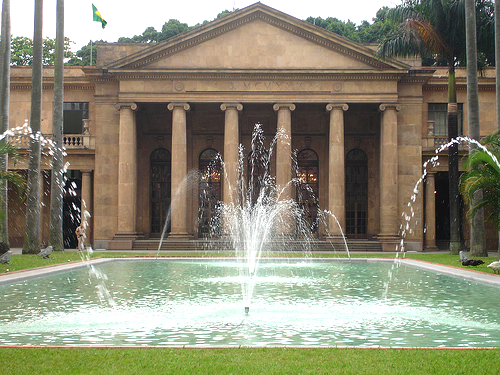
قصر إيتاماراتي الأصلي في ريو دي جانيرو، المقر السابق والمكتب الإقليمي الحالي لوزارة الخارجية البرازيلية.

كانت هناك ثلاث لحظات ذات صلة عرّفت وزارة الخارجية بأنها المؤسسة التي سيتم إنشاؤها لاحقاً. الأولى كانت توقيع المعاهدة الإسبانية البرتغالية عام 1750، والتي أعادت إنشاء الحدود المنصوص عليها في معاهدة توردسيلاس. لم تكن هذه اللحظة سياسة خارجية للبرازيل في حد ذاتها، بل كانت بدلاً من ذلك تسعى لتحقيق المصالح من قِبَل البرتغاليين في أكبر مستعمرة لهم. ومع ذلك، كان هناك برازيلي بارز في السلك الدبلوماسي، ألكسندر دي غوسماو، الذي وجه السياسة الخارجية البرتغالية لمحاولة فصل الأمريكتين عن موضوع الخلافة الأوروبية. كان ذروة الجهد الدبلوماسي في غوسماو عندما تم توقيع معاهدة مدريد عام 1750، والتي تم فيها حل القضايا الإقليمية في أمريكا الجنوبية.
كانت اللحظة التاريخية الثانية ذات الصلة نقل البلاط البرتغالي إلى البرازيل في عام 1808 نتيجة لحروب نابليون، عندما تم نقل عاصمة الإمبراطورية البرتغالية وجميع بيروقراطيتها إلى ريو دي جانيرو. أثر نقل العاصمة البرتغالية تأثيراً كبيراً على المؤسسات البرازيلية التي ستشكل فيما بعد.
وأخيراً، كانت هناك مشاركة من وزارة الخارجية في عملية الاعتراف باستقلال البرازيل. تجاوزت أهمية هذه اللحظة إنشاء مؤسسات دبلوماسية برازيلية ولأول مرة اختبرت مهارات التفاوض لدى السلك الدبلوماسي للإمبراطور بيتر الأول، والتي حصلت على اعتراف من كل قوة عالمية.
من تلك اللحظة فصاعداً ومنذ إنشائها في عام 1822، حددت إيتاماراتي بعض مبادئ عملها الأساسية مثل الحل السلمي للمبادئ وعدم التدخل. مع انتهاء الحرب العالمية الثانية وإنشاء الأمم المتحدة في عام 1945، عززت الوزارة وجود البرازيل في المنتديات الدولية.
من بين الدبلوماسيين البارزين في تاريخ الوزارة فيكونت الأوروغواي وبارون ريو برانكو و‌أوزفالدو أرانيا.

## السياسة الخارجية
الهدف الأساسي لوزارة الخارجية البرازيلية هو زيادة عملية التكامل الإقليمي مع ميركوسور والهيئات الإقليمية والمالية الأخرى. كما شاركت بشدة في مناقشة مواضيع مهمة في جدول الأعمال الدولي بما في ذلك قضايا مثل حماية حقوق الإنسان والحفاظ على البيئة وصون السلام. وفي الوقت نفسه، عززت صلاتها بمجتمع البلدان الناطقة باللغة البرتغالية وهيكلت نفسها من أجل تلبية احتياجات وطموحات الشواغل السياسية اليومية.
تحافظ البرازيل حالياً على علاقات دبلوماسية مع كل دولة عضو في الأمم المتحدة في العالم.

## البعثات الدبلوماسية
تهدف البعثات الدبلوماسية الدائمة إلى الاضطلاع بأنشطة التمثيل والتفاوض والإعلام، فضلاً عن حماية المصالح البرازيلية مع حكومات الدول الأخرى و‌المنظمات الدولية. تمتلك البرازيل شبكة دبلوماسية واسعة تتألف من أكثر من 220 بعثة في الخارج:
- 139 سفارة
- 64 قنصلية
- 8 نواب قنصليات
- 100+ القنصليات الفخرية
- 13 وفداً
- 3 مكاتب

## وصلات خارجية
- الموقع الرسمي لوزارة الخارجية (بالبرتغالية)
  - الموقع الرسمي لوزارة الخارجية (بالإنجليزية)
- الموقع الرسمي لوزارة الخارجية (الأرشيف)
- الموقع الرسمي لمعهد ريو برانكو، الأكاديمية الدبلوماسية البرازيلية